# Ernesto Aráoz
Ernesto Miguel Aráoz (Salta, 11 de junio de 1891 - Buenos Aires, 6 de marzo de 1971) fue un abogado, escritor y político argentino, que fue Gobernador de la Provincia de Salta entre el año 1941 y el golpe de Estado de junio de 1943. Era nieto del también gobernador salteño Miguel Francisco Aráoz.

## Biografía
Estudió derecho en la Universidad de Buenos Aires, regresando a su provincia e incorporándose a la política. Fue diputado de la Legislatura provincial entre 1920 y 1925, año en que renunció para ejercer como Ministro de Gobierno del gobernador Joaquín Corbalán.
Apoyó los gobiernos conservadores de la Década Infame y formó parte de la Concordancia entre fuerzas conservadoras y socialistas y radicales disidentes. Fue diputado nacional en dos oportunidades. Fue elegido vicegobernador de la provincia acompañando a Abraham Cornejo, asumiendo su mando en mayo de 1940.
Cornejo falleció en ejercicio del cargo en diciembre de 1941, por lo que Aráoz continuó su mandato. Durante su mandato ejerció brevemente como gobernador interino el médico Antonio Ortelli, presidente del senado provincial.
Ejerció el gobierno hasta el golpe de Estado de junio de 1943; seis días después del mismo asumió su reemplazante provisional, Roque Lanús.
Abandonó definitivamente la política y se dedicó al estudio de la historia y la política de su país y a la literatura.
Falleció en la ciudad de Buenos Aires en 1971.
Fue el padre del poeta y ensayista Raúl Aráoz Anzoátegui (1923-2011).

## Obra escrita
En 1946 publicó su obra más conocida, El Diablito del Cabildo, un extenso estudio de la historia local, centrado en la evolución de la sociedad salteña; está construido como un diálogo entre un periodista imaginario y la imagen del diablo de hierro forjado y chapa que adorna la veleta que corona la torre del Cabildo de Salta.
Antes de esa obra había publicado cinco libros y publicaría al menos dos más; entre ellos se pueden mencionar:
- El alma legendaria de Salta (1936)
- Al margen del pasado: Crónica salteña (1944)
- Grandeza moral del Libertador General San Martín (conferencia, 1950)
- Vida y obra del Dr. Patrón Costas (1966)